# Кубок Казахстана по футболу 2000/2001
Кубок Казахстана по футболу 2000—2001 годов — 9-й розыгрыш национального Кубка, в котором вновь приняли участие 16 клубов.
Финальный матч состоялся 17 июня 2001 года в Астане на стадионе имени К. Мунайтпасова.
Победителем Кубка стал столичный «Женис», обыгравший в финале павлодарский «Иртыш».

## 1/8 финала
Матчи состоялись с 8 июля по 5 октября 2000 года.
| название                            | счёт | название                        | 1-й матч | 2-й матч |
| ----------------------------------- | ---- | ------------------------------- | -------- | -------- |
| Иртыш (Павлодар)                    | +:-  | Жетысу (Талдыкорган)            |          |          |
| Кайсар-Hurricane (Кызылорда)        | +:-  | Батыр (Экибастуз)               |          |          |
| Шахтёр-Испат-Кармет (Караганда)     | 2:0  | Восток-Алтын (Усть-Каменогорск) | 1:0      | 1:0      |
| СОПФК Кайрат (Алма-Ата)             | +:-  | Тараз (Тараз)                   |          |          |
| Жигер (Шымкент)                     | -:+  | Женис (Астана)                  | 0:1      | -:+      |
| Тобол (Костанай)                    | 2:5  | AES-Елимай (Семипалатинск)      | 2:1      | 0:4      |
| Достык (Шымкент)                    | 2:4  | ЦСКА-Кайрат (Алма-Ата)          | 1:3      | 1:1      |
| Аксесс-Голден-Грейн (Петропавловск) | 3:1  | Акмола (Кокшетау)               | 2:1      | 1:0      |

## 1/4 финала
Матчи состоялись с 5 октября по 30 октября 2000 года.
| название                            | счёт | название                | 1-й матч | 2-й матч |
| ----------------------------------- | ---- | ----------------------- | -------- | -------- |
| Кайсар-Hurricane (Кызылорда)        | 2:3  | Иртыш (Павлодар)        | 2:0      | 0:3      |
| Шахтёр-Испат-Кармет (Караганда)(г)  | 1:1  | СОПФК Кайрат (Алма-Ата) | 0:0      | 1:1      |
| Аксесс-Голден-Грейн (Петропавловск) | 5:3  | ЦСКА-Кайрат (Алма-Ата)  | 3:2      | 2:1      |
| AES-Елимай (Семипалатинск)          | 4:5  | Женис (Астана)          | 4:1      | 0:4      |

## 1/2 финала
Матчи состоялись с 6 мая по 18 мая 2001 года.
| название         | счёт | название                        | 1-й матч | 2-й матч |
| ---------------- | ---- | ------------------------------- | -------- | -------- |
| Иртыш (Павлодар) | 2:0  | Шахтёр-Испат-Кармет (Караганда) | 2:0      | 0:0      |
| Женис (Астана)   | 1:0  | Есиль-Богатырь (Петропавловск)  | 1:0      | 0:0      |

## Финал
| 17 июня 2001   | \| Женис (Астана) \| 1:1 (по пен. 5:4) \| Иртыш (Павлодар) \| \| Тлехугов 55′ \| Голы \| Мендес 26′ (пен.) \| | Стадион имени К. Мунайтпасова Астана Зрителей: 10 000 Судья: С. Ровенских (Алма-Ата) |
| Женис (Астана) | 1:1 (по пен. 5:4)                                                                                             | Иртыш (Павлодар)                                                                     |
| Тлехугов 55′   | Голы | Мендес 26′ (пен.)                                                                    |

| Победитель Кубка Казахстана по футболу 2000-2001 |
| ------------------------------------------------ |
| Женис (Астана) Первый титул                      |

## Лучшие бомбардиры розыгрыша
| Игрок             | Команда                             | Голов |
| ----------------- | ----------------------------------- | ----- |
| Владимир Байрамов | Аксесс-Голден-Грейн (Петропавловск) | 3     |
| Руслан Балтиев    | Аксесс-Голден-Грейн (Петропавловск) | 3     |
| Сергей Матаганов  | ЦСКА-Кайрат (Алма-Ата)              | 3     |